# Palacio de Congresos Acrópolis
El Palacio de Congresos Acrópolis (en francés: Palais des Congrès Acropolis), también conocido como Sala de Exposiciones Acrópolis es un centro de convenciones francés localizado en Niza, Provenza-Alpes-Costa Azul.
Fue diseñada por los arquitectos Richard y Michel Laugier y construida entre 1954 y 1964, año en el que fue inaugurado. 
A lo largo de los años, el edificio ha acogido eventos como conciertos de grupos musicales y música clásica aparte de conferencias políticas y competiciones deportivas como la final de la Copa Davis de 1999 de tenis.